# Župnija Sv. Helena - Dolsko
Župnija Sv. Helena - Dolsko je rimskokatoliška teritorialna župnija Dekanije Ljubljana - Moste nadškofije Ljubljana.

### Farne spominske plošče
V župniji so postavljene Farne spominske plošče, na katerih so imena vaščanov iz okoliških vasi (Dolsko, Hrib, Laze, Osredki, Senožeti, Sv. Križ, Križevska Vas, Zagorica, Vinje, Vrh in Velika Vas) ki so padli nasilne smrti na protikomunistični strani v letih 1942-1945. Skupno je na ploščah 27 imen.